# Timo Brüderl
Timo Brüderl (1989) è un ex sciatore alpino tedesco.

## Biografia
Attivo in gare FIS dal novembre del 2004, Brüderl esordì in Coppa Europa il 14 febbraio 2007 a Sella Nevea in supergigante (50º) e in Coppa del Mondo il 22 gennaio 2010 a Kitzbühel nella medesima specialità (44º); tale gara sarebbe rimasta l'unica disputata da Brüderl nel massimo circuito internazionale.
In Coppa Europa ottenne il miglior piazzamento il 10 febbraio 2012 a Sarentino in supergigante (23º) e prese per l'ultima volta il via il 23 febbraio successivo a Sella Nevea in supercombinata, senza completare la prova; si ritirò al termine di quella stessa stagione 2011-2012 e la sua ultima gara fu un supergigante FIS disputato il 15 marzo a Innerkrems, chiuso da Brüderl al 14º posto. Non prese parte a rassegne olimpiche o iridate.

## Palmarès

### Coppa Europa
- Miglior piazzamento in classifica generale: 174º nel 2012

### Campionati tedeschi
- 4 medaglie:
  - 1 argento (supergigante nel 2008)
  - 3 bronzi (supercombinata nel 2008; slalom speciale, supercombinata nel 2010)